# Żyła żołądkowa lewa

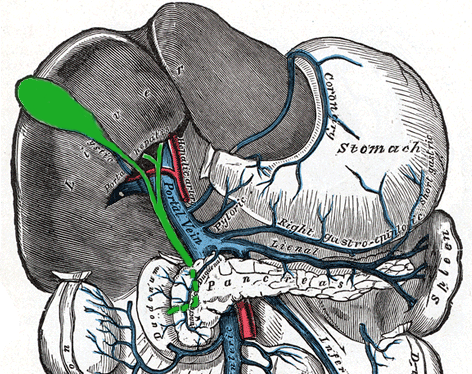
Żyła żołądkowa lewa podpisana Coronary

Żyła żołądkowa lewa (łac. vena gastrica sinistra) – w anatomii człowieka jedna z gałęzi bocznych żyły wrotnej wątroby. Przebiega wzdłuż krzywizny mniejszej żołądka, towarzysząc tętnicy żołądkowej lewej. W okolicy wpustu żołądka zakręca w prawo, w dół i ku tyłowi i po przejściu przez fałd żołądkowo-trzustkowy uchodzi zwykle bezpośrednio do pnia żyły wrotnej, czasami za pośrednictwem żyły śledzionowej. Zespala się z żyłą żołądkową prawą, z którą wspólnie nazywana bywa żyłą wieńcową żołądka (łac. vena coronaria ventriculi), a także z żyłami przełykowymi.